# Liste der Rektoren der Schlesischen Friedrich-Wilhelms-Universität Breslau
Die Liste der Rektoren der Schlesischen Friedrich-Wilhelms-Universität Breslau führt alle Personen auf, die von der Gründung 1811 bis zur Schließung 1945 Rektoren der deutschen Universität Breslau waren.

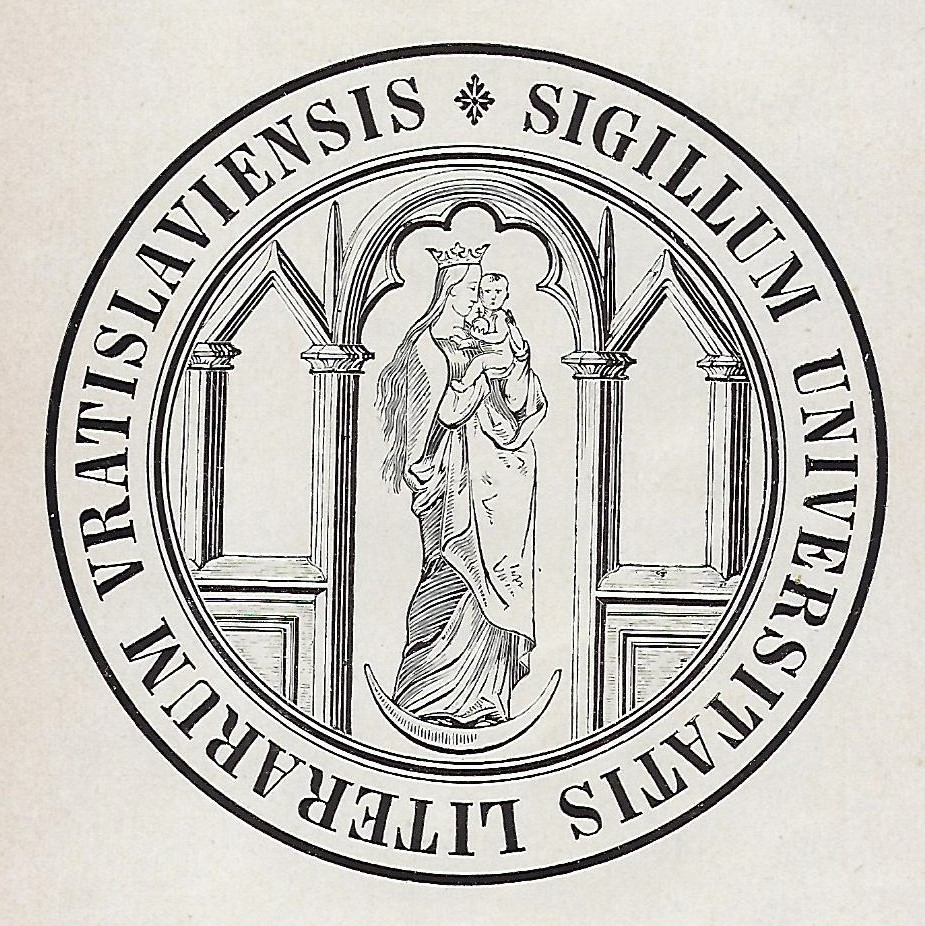
Siegel der Universität Breslau

## Königliche Universität Breslau (1811–1911)
| Name                                                 | von  | bis  |
| ---------------------------------------------------- | ---- | ---- |
| Carl August Wilhelm Berends (1759–1826)              | 1811 | 1812 |
| Johann Christian Wilhelm Augusti (1771–1841)         | 1812 | 1814 |
| Heinrich Friedrich Link (1767–1851)                  | 1814 | 1815 |
| Anton Jungnitz (1764–1831)                           | 1815 | 1816 |
| Ernst Daniel August Bartels (1778–1838)              | 1816 | 1817 |
| Ludwig Gottfried Madihn (1748–1834)                  | 1817 | 1818 |
| Friedrich von Raumer (1781–1873)                     | 1818 | 1819 |
| Thaddäus Anton Dereser (1757–1827)                   | 1819 | 1820 |
| Karl August Dominikus Unterholzner (1787–1838)       | 1820 | 1821 |
| Henrich Steffens (1773–1845)                         | 1821 | 1822 |
| Hinrich Middeldorpf (1788–1861)                      | 1822 | 1823 |
| Johann Wendt (1777–1845)                             | 1823 | 1824 |
| August Wilhelm Förster (1790–1826)                   | 1824 | 1825 |
| Friedrich Benedict Weber (1774–1848)                 | 1825 | 1826 |
| David Schulz (1779–1854)                             | 1826 | 1827 |
| Ludolph Christian Treviranus (1779–1864)             | 1827 | 1828 |
| Johann Ludwig Christian Carl Gravenhorst (1777–1857) | 1828 | 1829 |
| Henrich Steffens (1773–1845)                         | 1829 | 1830 |
| Ludwig Wachler (1767–1838)                           | 1830 | 1831 |
| Philipp Eduard Huschke (1801–1886)                   | 1831 | 1832 |
| David Schulz (1779–1854)                             | 1832 | 1833 |
| Karl Ernst Christoph Schneider (1786–1856)           | 1833 | 1834 |
| Karl August Dominikus Unterholzner (1787–1838)       | 1834 | 1835 |
| Joseph Ignaz Ritter (1787–1857)                      | 1835 | 1836 |
| Georg Heinrich Bernstein (1787–1860)                 | 1836 | 1837 |
| Julius Abegg (1796–1868)                             | 1837 | 1838 |
| Adolph Wilhelm Otto (1786–1845)                      | 1838 | 1839 |
| August Hahn (1792–1863)                              | 1839 | 1840 |
| Ernst Theodor Gaupp (1796–1859)                      | 1840 | 1841 |
| Peter Joseph Elvenich (1796–1886)                    | 1841 | 1842 |
| Traugott Wilhelm Gustav Benedict (1785–1862)         | 1842 | 1843 |
| Friedrich von Raumer (1781–1873)                     | 1842 | 1843 |
| Michael Eduard Regenbrecht (1791–1849)               | 1843 | 1844 |
| Friedrich Pohl (1768–1850)                           | 1844 | 1845 |
| Philipp Eduard Huschke (1801–1886)                   | 1845 | 1846 |
| Heinrich Göppert (1800–1884)                         | 1846 | 1847 |
| Karl Ernst Christoph Schneider (1786–1856)           | 1847 | 1848 |
| Ernst Eduard Kummer (1810–1893)                      | 1848 | 1849 |
| Julius Ambrosch (1804–1856)                          | 1849 | 1850 |
| Hans Karl Barkow (1798–1873)                         | 1850 | 1851 |
| Eduard Baltzer (1814–1887)                           | 1851 | 1852 |
| August Wilhelm Henschel (1790–1856)                  | 1852 | 1853 |
| Julius Friedrich Heinrich Abegg (1796–1868)          | 1853 | 1854 |
| Christlieb Julius Braniss (1792–1873)                | 1854 | 1855 |
| Julius Wilhelm Betschler (1796–1865)                 | 1855 | 1856 |
| Carl Löwig (1803–1890)                               | 1856 | 1857 |
| Peter Joseph Elvenich (1796–1886)                    | 1857 | 1858 |
| Friedrich Haase (1808–1867)                          | 1858 | 1859 |
| Josef Friedlieb (1810–1890)                          | 1859 | 1860 |
| Christlieb Julius Braniss (1792–1873)                | 1860 | 1861 |
| Karl Gottlob Semisch (1810–1888)                     | 1861 | 1862 |
| Adolf Friedrich Stenzler (1807–1887)                 | 1862 | 1863 |
| Adolf Eduard Grube (1812–1880)                       | 1863 | 1864 |
| Ferdinand von Roemer (1818–1891)                     | 1864 | 1865 |
| Joseph Hubert Reinkens (1821–1896)                   | 1865 | 1866 |
| August Rossbach (1823–1898)                          | 1866 | 1867 |
| Richard Roepell (1808–1893)                          | 1867 | 1868 |
| Julius Ferdinand Räbiger (1811–1891)                 | 1868 | 1869 |
| Otto Stobbe (1831–1887)                              | 1869 | 1871 |
| Heinrich Haeser (1811–1885)                          | 1871 | 1872 |
| Rudolf Heidenhain (1834–1897)                        | 1872 | 1873 |
| Hermann von Schulze-Gävernitz (1824–1888)            | 1873 | 1874 |
| Heinrich Eduard Schröter (1829–1892)                 | 1874 | 1875 |
| Johann Gottfried Galle (1812–1910)                   | 1875 | 1876 |
| Martin Hertz (1818–1895)                             | 1876 | 1877 |
| Carl Ludwig von Bar (1836–1913)                      | 1877 | 1878 |
| Otto Spiegelberg (1830–1881)                         | 1878 | 1879 |
| Karl Weinhold (1823–1901)                            | 1879 | 1880 |
| Hermann August Schwanert (1823–1886)                 | 1880 | 1881 |
| Anton Biermer (1827–1892)                            | 1881 | 1882 |
| Otto von Gierke (1841–1921)                          | 1882 | 1883 |
| Richard Roepell (1808–1893)                          | 1883 | 1884 |
| Richard Förster (1825–1902)                          | 1884 | 1885 |
| Hermann Seuffert (1836–1902)                         | 1885 | 1886 |
| Anton Schneider (1831–1890)                          | 1886 | 1887 |
| Heinrich Fritsch (1844–1915)                         | 1887 | 1888 |
| Theodor Poleck (1821–1906)                           | 1888 | 1889 |
| Ferdinand Probst (1816–1899)                         | 1889 | 1890 |
| Siegfried Brie (1838–1931)                           | 1890 | 1891 |
| Hermann Friedrich Schmidt (?–1893)                   | 1891 | 1892 |
| Emil Ponfick (1844–1913)                             | 1892 | 1893 |
| Wladyslaw Nehring (1830–1909)                        | 1893 | 1894 |
| Oskar Emil Meyer (1834–1909)                         | 1894 | 1895 |
| Felix Dahn (1834–1912)                               | 1895 | 1896 |
| Rudolf Kittel (1853–1929)                            | 1896 | 1897 |
| Richard Foerster (1843–1922)                         | 1897 | 1898 |
| Artur Koenig (1843–1921)                             | 1898 | 1899 |
| Joseph Partsch (1851–1925)                           | 1899 | 1900 |
| Carl Flügge (1847–1923)                              | 1900 | 1901 |
| Alfred Hillebrandt (1853–1927)                       | 1901 | 1902 |
| Rudolf Leonhard (1851–1921)                          | 1902 | 1903 |
| Jacob Rosanes (1842–1922)                            | 1903 | 1904 |
| Gustav Kawerau (1847–1918)                           | 1904 | 1905 |
| Georg Kaufmann (1842–1929)                           | 1905 | 1906 |
| Max Sdralek (1855–1913)                              | 1906 | 1907 |
| Carl Appel (1857–1934)                               | 1907 | 1908 |
| Wilhelm Uhthoff (1853–1927)                          | 1908 | 1909 |
| Otto Fischer (1853–1929)                             | 1909 | 1910 |
| Alfred Hillebrandt (1853–1927)                       | 1910 | 1911 |

## Friedrich-Wilhelms-Universität Breslau (1911–1945)
| Name                             | von  | bis  |
| -------------------------------- | ---- | ---- |
| Adolf Kneser (1862–1930)         | 1911 | 1912 |
| Franklin Arnold (1853–1927)      | 1912 | 1913 |
| Ferdinand Albin Pax (1858–1942)  | 1913 | 1914 |
| Otto Küstner (1849–1931)         | 1914 | 1915 |
| Joseph Pohle (1852–1922)         | 1915 | 1916 |
| Willy Kükenthal (1861–1922)      | 1916 | 1917 |
| Richard Schott (1872–1934)       | 1917 | 1918 |
| Max Koch (1855–1931)             | 1918 | 1919 |
| Richard Pfeiffer (1858–1945)     | 1919 | 1920 |
| Alfred Gercke (1860–1922)        | 1920 | 1921 |
| Erich Schaeder (1861–1936)       | 1921 | 1922 |
| Wilhelm Kroll (1869–1939)        | 1922 | 1923 |
| Johannes Simon Nikel (1863–1924) | 1923 | 1924 |
| Johannes Ziekursch (1876–1945)   | 1924 | 1925 |
| Alfred Manigk (1873–1942)        | 1925 | 1926 |
| Ernst Kornemann (1868–1946)      | 1926 | 1927 |
| Robert Wollenberg (1862–1942)    | 1927 | 1928 |
| Paul Ehrenberg (1875–1956)       | 1928 | 1930 |
| Ernst Lohmeyer (1890–1946)       | 1930 | 1931 |
| Bernhard Poschmann (1878–1955)   | 1931 | 1932 |
| Carl Brockelmann (1868–1956)     | 1932 | 1933 |
| Hans Helfritz (1877–1958)        | 1933 | 1934 |
| Gustav Adolf Walz (1897–1948)    | 1934 | 1938 |
| Richard Wagner (1893–1970)       | 1938 | 1939 |
| Martin Staemmler (1890–1974)     | 1939 | 1943 |
| Heinrich Henkel (1903–1981)      | 1943 | 1945 |